# Dystrybucja wielokanałowa
Dystrybucja wielokanałowa – kombinacja wielu kanałów dystrybucji w celu sprzedaży danej kategorii produktu. Chodzi o korzystanie jednocześnie z różnych kanałów dystrybucji, by zapewnić klientom lepszy dostęp do oferty danego przedsiębiorstwa.